# 森璃太
森 璃太（もり りいた、2001年8月19日 - ）は、神奈川県出身のサッカー選手。Jリーグ・栃木SC所属。ポジションはディフェンダー。

## 来歴
川崎フロンターレの下部組織出身。高校卒業後は早稲田大学に進学した。
2023年8月、2024シーズンのアルビレックス新潟加入内定と特別指定選手承認が発表された。この大学4年時には、関東大学リーグ2部で11アシストを記録。アシスト王となった。2024年シーズンは、4月に入りリーグ戦で2試合ベンチ入り。同月17日のルヴァンカップいわきFC戦で初出場を果たすが、前半のうちに負傷交代となった。
2024年8月、福島ユナイテッドFCに育成型期限付き移籍。

## 所属クラブ
- 大島シェルズSC（川崎市立大島小学校）
- 川崎フロンターレU-12（川崎市立大島小学校）
- 2014年 - 2016年 川崎フロンターレU-15（川崎市立塚越中学校）
- 2017年 - 2019年 川崎フロンターレU-18（神奈川県立住吉高等学校）
- 2020年 - 2023年 早稲田大学
  - 2023年  アルビレックス新潟（特別指定選手）
- 2024年 -  アルビレックス新潟
  - 2024年8月 - 同年12月  福島ユナイテッドFC（育成型期限付き移籍）
  - 2025年 -  栃木SC（期限付き移籍）

## 個人成績
| 国内大会個人成績 | 国内大会個人成績 | 国内大会個人成績 | 国内大会個人成績 | 国内大会個人成績 | 国内大会個人成績 | 国内大会個人成績 | 国内大会個人成績 | 国内大会個人成績 | 国内大会個人成績 | 国内大会個人成績 | 国内大会個人成績 |
| 年度             | クラブ           | 背番号           | リーグ           | リーグ戦         | リーグ戦         | リーグ杯         | リーグ杯         | オープン杯       | オープン杯       | 期間通算         | 期間通算         |
| 年度             | クラブ           | 背番号           | リーグ           | 出場             | 得点             | 出場             | 得点             | 出場             | 得点             | 出場             | 得点             |
| 日本             | 日本             | 日本             | 日本             | リーグ戦         | リーグ戦         | リーグ杯         | リーグ杯         | 天皇杯           | 天皇杯           | 期間通算         | 期間通算         |
| ---------------- | ---------------- | ---------------- | ---------------- | ---------------- | ---------------- | ---------------- | ---------------- | ---------------- | ---------------- | ---------------- | ---------------- |
| 2023             | 新潟             | 44               | J1               | 0                | 0                | 0                | 0                | -                | -                | 0                | 0                |
| 2024             | 新潟             | 24               | J1               | 0                | 0                | 2                | 0                | 0                | 0                | 2                | 0                |
| 2024             | 福島             | 15               | J3               | 8                | 1                | -                | -                | -                | -                | 8                | 1                |
| 2025             | 栃木SC           | 5                | J3               |                  |                  |                  |                  |                  |                  |                  |                  |
| 通算             | 日本             | 日本             | J1               | 0                | 0                | 2                | 0                | 0                | 0                | 2                | 0                |
| 通算             | 日本             | 日本             | J3               | 8                | 1                | -                | -                | -                | -                | 8                | 1                |
| 総通算           | 総通算           | 総通算           | 総通算           | 8                | 1                | 2                | 0                | 0                | 0                | 10               | 1                |

- 2023年は特別指定選手

出場歴
- 公式戦初出場 - 2024年4月17日 ルヴァンカップ2回戦 いわきFC戦（ハワイアンズスタジアムいわき）
- Jリーグ初出場 - 2024年8月31日 J3第26節 ギラヴァンツ北九州戦（とうほう・みんなのスタジアム）
- Jリーグ初得点- 2024年9月15日 J3第28節 ガイナーレ鳥取戦（とうほう・みんなのスタジアム）

## 代表歴
- U-16日本代表
  - フランス遠征（2017年）